# 소원화개첩
소원화개첩(小苑花開帖)은 서울특별시 종로구, 동방화랑에 있는 안평대군의 작품이다. 1987년 7월 16일 대한민국의 국보 제238호로 지정되었다.
안평대군 이용(1418~1453)이 당나라 시인 이상은의 봉시를 필서한 글이다.
가로 16.5 cm, 세로 26.5cm에 56자의 단순한 글이 국보로 지정된 것은 국내에 전해지는 안평대군의 글 가운데 진본을 확인할 수 있는 유일한 작품이다.

## 개요
조선 세종의 셋째 아들인 안평대군(1418∼1453)의 글씨로, 말아서 둘 수 있게 만든 형태이다.
안평대군은 어려서부터 학문을 좋아하고 시, 글씨, 그림에 모두 능하였으나 특히 글씨에 능하였다. 당시 복잡한 정권 다툼에 말려들어 젊은 나이에 수양대군에게 죽임을 당하였고, 죽은 뒤에는 그의 글씨가 불태워져 현재 확인할 수 있는 것은 비문이나 글씨교본 그리고 일본에 있는 〈몽유도원도〉의 발문과 〈소원화개첩〉에서 뿐이다.
〈소원화개첩〉은 가로 16.5 cm, 세로 26.5cm로 비단 위에 행서체로 쓰여진 것으로 모두 56자가 들어 있다. 글 끝에 낙관과 도장이 구비되어 있다. 원래의 시는 당나라 시인인 이상은이 쓴 것이나 원문과 다른 곳이 몇 군데 있다. 비록 소품이나 행서체를 대표하는 작품으로 조맹부체의 영향을 받았으나 누구도 따를 수 없는 웅장하고 활달한 그의 기품이 잘 나타나 있다. 전형적인 그의 서풍이 잘 나타나 있는 작품으로 낙관과 도장이 찍혀있어 안평대군의 진본임이 확실한, 국내에서 지금까지 발견된 그의 유일한 작품으로 귀중한 가치가 있다.

## 도난
2001년에 도난당해 2010년 경찰은 소원화개첩을 인터폴에 국제 수배했다.

## 같이 보기
- 청곡사

## 참고 자료
- 소원화개첩 - 국가유산청 국가유산포털